# 滨海国际机场站
滨海国际机场站是一个位于中国天津市东丽区金桥街道天津滨海国际机场停车场地下，属于天津地铁2号线的地铁车站。

## 车站结构

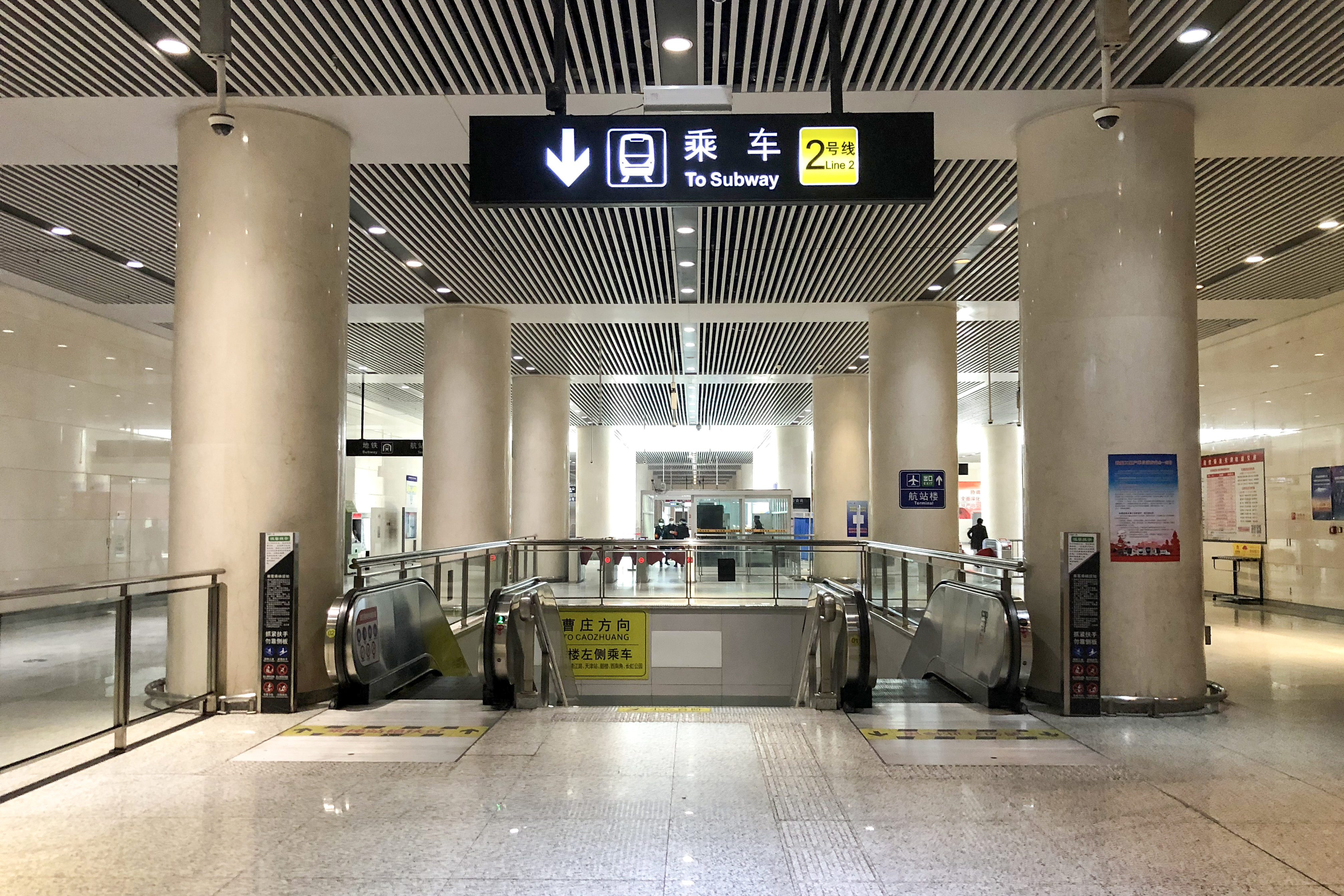
站厅（2020年4月）

滨海国际机场站站厅位于地下一层，与滨海国际机场T2航站楼直接连接，设有地铁客服中心，可为乘客提供人工购票、地铁储值卡的发售充值、失物招领等服务。另外，站厅内还设有自动售票机、验票机、自动取款机等自助服务设施。站台位于地下二层，为岛式站台，设有全高式屏蔽门。
| 地面              | 出入口、航站楼 | 停车场、滨海国际机场                                                                          |
| 地下一层          | 站厅           | 客服中心、自动售票机、验票机                                                                  |
| 地下二层          | 站台           | \| \| \| █ 2号线往曹庄（空港经济区） \| \| 島式 · 開左邊车门 \| \| \| \| \| \| █ 2号线落客 \| |
|                   |                | █ 2号线往曹庄（空港经济区）                                                                   |
| 島式 · 開左邊车门 |                |                                                                                               |
|                   |                | █ 2号线落客                                                                                   |

### 车站出口
滨海国际机场站直接设于滨海国际机场地下，因而并不像一般车站那样设置单独通道出入口，乘客可于地下一层通道前往滨海国际机场T2航站楼，接驳国内航空，通过航站楼通道可以前往T1航站楼，接驳国际及港澳台航班业务，亦可以通过出入口抵达地面交通岛与停车场，换乘长途、公交、出租等其它交通方式。

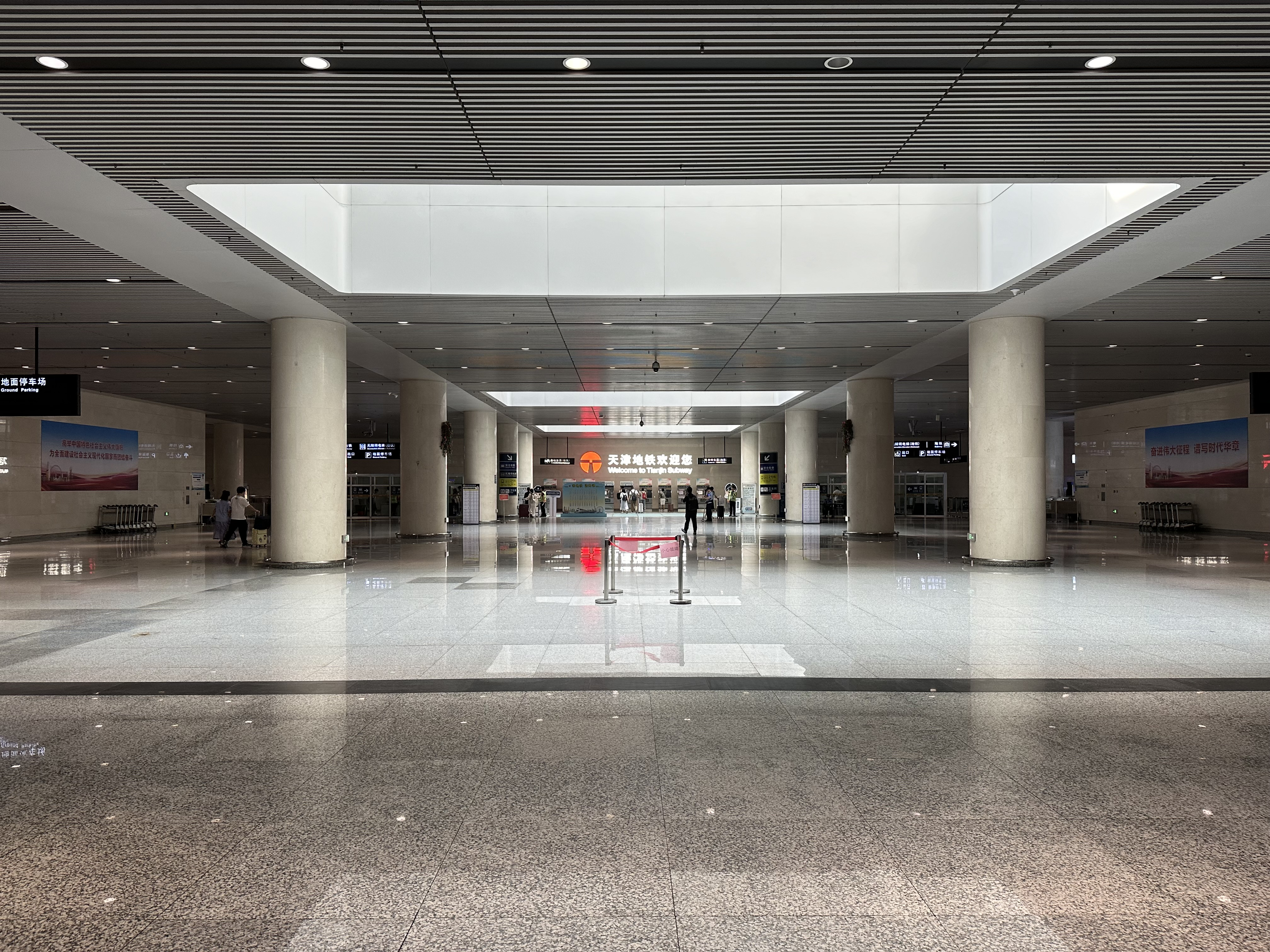
机场与地铁站间地下通道
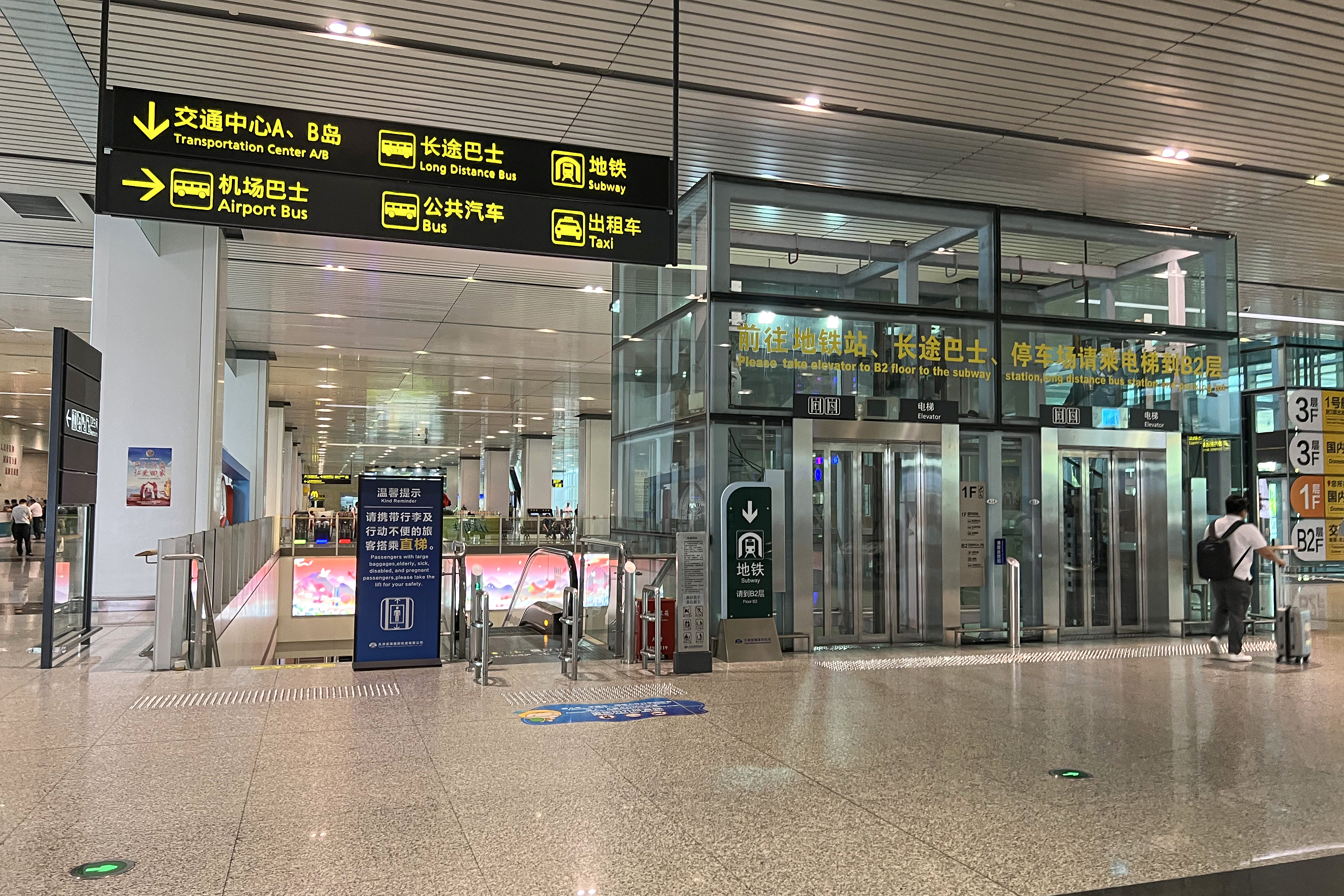
T2航站楼到达大厅地铁入口
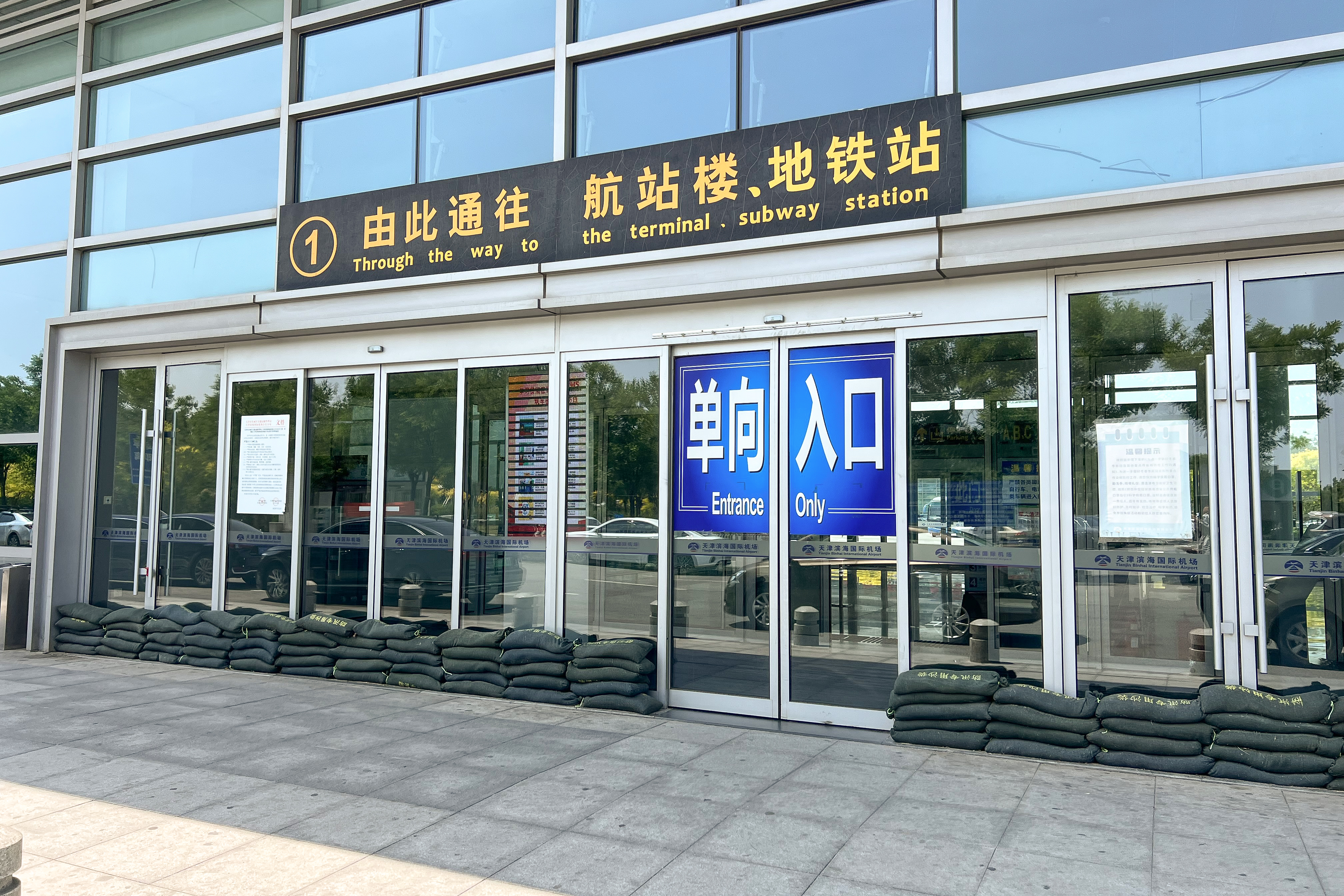
交通A岛地铁及滨海机场长途汽车站入口

## 历史
- 2014年8月28日，随滨海国际机场T2航站楼开通一同启用[1]。

## 未来发展
该站为目前正在建设中的天津地铁Z2线车站，建成后该站将成为一个换乘车站。